# كويلة لحوية
كويلة لحوية (الاسم العلمي: Coilia mystus) (بالإنجليزية: Osbeck's grenadier anchovy)‏ هي نوع من الأسماك تتبع جنس الكويلة من الفصيلة البلمية.